# جودیت لایت
 جودیت لایت (انگلیسی: Judith Light؛ زادهٔ ۹ فوریهٔ ۱۹۴۹) یک هنرپیشه، و بازیگر سینما اهل ایالات متحده آمریکا است.
از فیلم‌ها یا برنامه‌های تلویزیونی که وی در آن نقش داشته است می‌توان به بتی بی‌ریخته، آخرین تعطیلات آخر هفته و حفاری برای آتش اشاره کرد.